# 埼玉県立所沢商業高等学校
埼玉県立所沢商業高等学校（さいたまけんりつところざわしょうぎょうこうとうがっこう）は、埼玉県所沢市林に所在する公立の商業高等学校。通称「所商」（とこしょう）。
埼玉県内で初めてコンピュータを導入した高校である。

## 設置学科
- 情報処理科
- 国際流通科
- ビジネス会計科

## 沿革
- 1969年（昭和44年）4月 - 開校。

## 部活動
高校野球の強さは地元でも有名であり、過去3度の甲子園出場実績がある。
3度目の出場時には桑田・清原のPL学園の黄金世代と初戦で対戦し、惜敗を喫している（1983年夏〈第65回〉）。
近年は甲子園出場の機会を県内の私立高校に奪われ、しばらく出場していない為、古豪校として知られるが、2004年には夏の予選で決勝戦まで勝ち進み、古豪復活の予兆が見られる。県大会でも上位の成績を残しており、公立高校の中では現在も実力校の一角である。
また、過去数十年に渡り監督を務めてきた高鍋氏は、西武ライオンズの松坂大輔入団当初、教育係として、西武球団で働いた経緯もあるが、現在は引退している。

## 交通
- 西武池袋線狭山ヶ丘駅西口より徒歩20分（参考:公式サイト「アクセス」）

## 著名な出身者
いずれも、元プロ野球選手。
- 山崎賢一 - 横浜大洋ホエールズ、横浜ベイスターズ、福岡ダイエーホークス
- 串原泰夫 - 西武ライオンズ
- 前田俊郎 - 西武
- 斉藤貢 - ダイエー、日本ハムファイターズ
- 小畑幸司 - 広島東洋カープ
- 熊澤とおる - 西武
- 中山光久 - 日本ハム
- 高橋和幸 - ダイエー、ソフトバンク
- 大野貴洋 - 横浜

## 不祥事
- 同校の野球部の顧問を務める36歳の男性教諭が、2012年10月に修学旅行先で訪れた沖縄において、同僚の女性教諭を海に投げ入れるよう野球部員らに指示し、部員らはこれを実行し女性教諭を海に投げ込んだ。被害者の女性教諭は旅行後に上司にこの件を報告。埼玉県教育委員会は2013年1月24日に、指示を出した顧問教諭に対し停職1ヵ月の懲戒処分とした[1]。